# Балтазар II фон Шварцбург-Лойтенберг
Балтазар II фон Шварцбург-Лойтенберг (на немски: Balthasar II Graf von Schwarzburg-Leutenberg; * 1453; † 18 юни 1525) от род Шварцбург е граф на Шварцбург-Лойтенберг (1463 – 1525), граф на 1/2 Шварцбург, Кьонигсзе и Лангевизен (до 1500).
Той е син на граф Хайнрих XXV фон Шварцбург-Лойтенберг (1412 – 1463) и съпругата му Бригита фон Ройс фон Гера († сл. 1490), дъщеря на Хайнрих IX фон Гера (1406 – 1482) и Мехтилд фон Шварцбург-Вахсенбург († 1446/1456).
Графовете фон Шварцбург получават Лойтенберг през 13. век от крал Ото IV.
Балтазар II фон Шварцбург-Лойтенберг се отказва през 1521 г. и умира на 72 години на 18 юни 1525 г. Погребан е в градската църка Лойтенберг.
Линията Шварцбург-Лойтенберг изчезва на 8 октомври 1564 г. със смъртта на внук му граф Филип I фон Шварцбург-Лойтенберг и град Лойтенберг отива на Шварцбург-Рудолщат.

## Фамилия
Балтазар II фон Шварцбург-Лойтенберг се жени 1495 г. за Анна Едле Зак фон Малдорф (* ок. 1469). Те имат децата:
- Йохан Хайнрих фон Шварцбург-Лойтенберг (* 1496; † 14 март 1555 в Лойтенберг), женен на 13 януари 1527 г. за Маргарета фон Вайда (* ок. 1500; † сл. 1 ноември 1569), наследничка на Вилденфелс
- Георг Филип († 19 януари 1499)